# Myrina (Amazone)
Myrina (altgriechisch Μύρινα Mýrina) ist eine Königin der Amazonen in der griechischen Mythologie in Libyen. Ihre Geschichte steht bei Diodor in seiner Universalgeschichte im Buch 3 in den Abschnitten 54–55.

## Mythos
[Abschnitt 54] Myrina sammelte ein Heer von dreißigtausend Fußsoldaten und dreitausend Reitern und sie drangen in das Land der Atlanter ein. Sie besiegten die Bewohner der Stadt Cernê. Um die benachbarten Völker in Schrecken zu versetzen, erschlugen sie die Männer, führten die Kinder und Frauen in die Sklaverei und verwüsteten die Stadt. Daraufhin kapitulierten die Atlanter. Nun verhielt sich die Königin Myrina den Atlantern gegenüber ehrenhaft, schloss mit ihnen Freundschaft und gründete eine neue Stadt. Daraufhin wurde sie von den Atlantern geehrt und sie zeigten sich ihr erkenntlich. Und da die Atlanter oft von den benachbarten Gorgonen bekriegt wurden, wurde Myrina von den Atlantern gebeten, in das Land der Gorgonen einzufallen. Es kam zu einer gewaltigen Schlacht, in der die Amazonen die Oberhand gewannen, eine große Anzahl ihrer Gegner töteten und nicht weniger als dreitausend Gefangene machten. Als Myrina mit dem Versuch, einen Rückzugswald durch Anzünden auszuräuchern, scheiterte, zog sie sich aber wieder in die eigenen Grenzen zurück. 
[Abschnitt 55] Als die Amazonen nicht wachsam genug waren, stürzten sich die gefangenen Frauen auf sie und töteten viele. Am Ende wurden die tapfer kämpfenden Gefangenen aber allesamt abgeschlachtet. Myrina gewährte ihren gefallenen Kameradinnen ein Begräbnis auf drei Scheiterhaufen und hob drei große Erdhaufen als Gräber auf, „Amazonenhügel“ genannt. Die später wieder erstarkten Gorgonen und ihre Königin Medusa mussten dann ein zweites Mal von Perseus, dem Sohn des Zeus, unterworfen werden. Am Ende wurden sowohl sie als auch das Volk der Amazonen von Herakles vernichtet. Myrina bereiste den größeren Teil Libyens. Und als sie nach Ägypten hinüberging, schloss sie einen Freundschaftsvertrag mit Horus, dem Sohn der Isis, der zu jener Zeit König von Ägypten war, und dann, nachdem sie Krieg gegen die Araber geführt und viele von ihnen getötet hatte, unterwarf sie Syrien. Sie eroberte auch die Völker in der Region des Taurusgebirges und stieg durch Phrygien bis zum Meer hinab. Sie gewann das Land, das an der Küste liegt. Sie gründete einige Städte, eine mit ihrem eigenen Namen, die anderen aber benannte sie nach anderen Befehlshaberinnen, wie Kyme, Pitane und Priene. Sie eroberte auch einige der Inseln, insbesondere Lesbos, auf der sie die Stadt Mitylene gründete, die nach ihrer Schwester benannt wurde, die an dem Feldzug teilnahm. Danach geriet sie in einen Sturm und landete auf einer unbewohnten Inseln. Sie weihte die Insel einer Göttin und gab ihr den Namen Samothrake. In dieser Zeit fielen der verbannte Thraker Mopsus und der Skythe Sipylus mit einem Heer von Verbannten in das Land der Amazonen ein. Es kam zum Kampf, Mopsus und Sipylus gewannen die Oberhand, und Myrina, die Königin der Amazonen, und der größte Teil des übrigen Heeres wurden erschlagen. Schließlich zogen sich die überlebenden Amazonen wieder nach Libyen zurück. Und so endete, wie der Mythos erzählt, der Feldzug, den die Amazonen von Libyen unternahmen.
Die Stadt Bateia in der Troas soll einigen Autoren nach von Myrina, die auch den Namen Bateia trug, gegründet worden sein. Die antike Stadt Myrina auf der griechischen Insel Limnos (Lemnos) soll ebenfalls eine Eponyme namens Myrina gegründet worden sein, deren Identität mit der Amazone aber bezweifelt wird.

## Moderne Rezeption
Judy Chicago widmete ihr eine Inschrift auf den dreieckigen Bodenfliesen des Heritage Floor ihrer 1974 bis 1979 entstandenen Installation The Dinner Party. Die mit dem Namen Myrine  beschrifteten Porzellanfliesen sind dem Platz mit dem Gedeck für die Amazonen zugeordnet.